# Andre Brown
Andre D. Brown (Chicago, 12 maggio 1981) è un ex cestista statunitense.

## Carriera
Dopo aver giocato a livello liceale per Leo East High School di Chicago, Illinois è passato alla DePaul University in cui ha giocato per quattro anni.
Non scelto dalla NBA ha esordito nella massima lega professionistica americana nella stagione 2006-07 con la maglia dei Seattle SuperSonics, realizzando 2,4 punti di media partita in 7,1 minuti di utilizzo medio e giocando in tutto 38 partite.
Ha giocato anche 12 partite in Italia per Roseto, con 9,9 punti e 6,4 rimbalzi di media.
Il 19 novembre 2008 viene tagliato dagli Charlotte Bobcats.

## Palmarès
- McDonald's All-American Game (2000)